# Кубок Испании по футболу 1903
Кубок Испании по футболу 1903 — 1-й розыгрыш Кубка Испании по футболу выиграл Атлетик Бильбао. Этот кубок стал первым в истории команды.
Соревнование прошло в период с 6 по 8 апреля 1903 года.

## Результаты матчей

### 1/2 финала
| Команда 1       | Счёт | Команда 2   |
| --------------- | ---- | ----------- |
| Эспаньол        | 1:4  | Реал Мадрид |
| Атлетик Бильбао | 4:0  | Эспаньол    |

### Финал
| 8 апреля, 1903                          | \| Атлетик Бильбао \| 3:2 \| Реал Мадрид \| \| Казо 55′ · Монтейо 70′ · де ла Сота 80′ \| Голы \| де Вальдетерацо 15′ · Нейра 40′ \| | дель Ипподромо, Мадрид Зрителей: 5 000 |
| Атлетик Бильбао                         | 3:2 | Реал Мадрид                            |
| Казо 55′ · Монтейо 70′ · де ла Сота 80′ | Голы | де Вальдетерацо 15′ · Нейра 40′        |